# Múli
Múli er en bygd på Færøerne, nord for Norðdepil på Borðoy. Bygden ligger ved foden af to tinder, den 642 meter høje Knúkur og den 535 meter høje Tindur. Kløften mellem disse to toppe kaldes Múlagjógv. Stedet er sandsynligvis opkaldt efter det 537 høje fjeld Múlin. Den egentlige betydning af ordet múli for et dyrs mund eller tryne bruges ofte billedligt på Færøerne til at betyde en bjergrig ende af landet.
Múli fik som den sidste færøske bygd først elektricitet indlagt 1970. Indtil for få år siden var bygden ved at blive affolket, på grund af dårlige trafikforbindelser. Efter at asfaltvejen blev anlagt til Norðdepil, flyttede en familie til bygden, men flyttede igen 2005. I begyndelsen af 2007 boede der stadig tre personer i byen, men har officielt været ubeboet siden 2015, men bruges stadig som fritidssted.

## Historie
Området omkring Múli må have været befolket meget tidligt. Dette er for eksempel indikeret af Ærgisdalur- dalen syd for Múli . Ordkomponenten Ærgis- er et sprogligt monument over en typisk form for sommergræsdrift , der blev opgivet i det 12. århundrede og også var udbredt i Irland og Skotland i middelalderen.
De første bosættelser kan føres tilbage i det 13. århundrede.
I 1700-tallet boede Guttormur í Múla her. Han var kendt for at have overnaturlige evner. Myten fortæller: "Han sad og strikkede i Kirkjubøur, mens stenene selv sprang på plads med bulder og brag, der hørtes helt til Velbastaður"
Skoleundervisning blev først givet i Múli fra 1835, selvom der allerede var lagt planer i denne retning 100 år tidligere.
1950 blev Múli med de 5 andre bygder ved sundet knyttet til Hvannasunds kommuna.
Huset "Har Frammi" i Múli blev i 1961 undersøgt og nedtaget af Frilandsmuseet i Sorgenfri. Huset blev skilt ad, og alle husets dele blev båret fra bygden og hejst ned til skibet ad den stejle klippeside.
| - Huset „Har Frammi“ i Múli i 1961 før det blev genopført på Frilandsmuseet. - Beboerne i „Har Frammi“ omkring 1940. - „Har Frammi“ på Frilandsmuseet. - Fuglefangst nord for Múli i 1961. |